# Bądecz
Bądecz – wieś w Polsce położona w województwie wielkopolskim, w powiecie pilskim, w gminie Wysoka.

## Historia
Pierwsza wzmianka o wsi pochodzi z 1432. W wieku XVIII miejscowość należała do hrabiny Bleszczyńskiej, potem do Augusta Gorzewskiego, w XIX wieku do rodziny Gotrendorf-Grabowskich, by w 1865 przejść w ręce Carla Colinna, którego majątek (m.in. gorzelnia, młyn i cegielnia) liczył 1048 hektarów powierzchni. Colin zajmował się hodowlą rasowych owiec. Ufundował też kościół na terenie parku dworskiego, jako kaplicę prywatną. Po Colinie wieś przejęli Hohenzollernowie (domena królewska). Po I wojnie światowej wieś powróciła do Polski, a dawna domena wraz z kościołem przeszła w ręce skarbu państwa.
25 lipca 1928 w Bądeczu utworzono rzymskokatolicką parafię św. Józefa.
W okresie międzywojennym w miejscowości stacjonowała placówka Straży Granicznej I linii „Bądecz”.
W latach 1975–1998 miejscowość administracyjnie należała do województwa pilskiego.
We wsi był przystanek kolei wąskotorowej Bądecz.

## Obiekty
We wsi stoi kościół parafialny pw. św. Józefa, wybudowany w 1876 roku.